# Asiophantes
Genre
Asiophantes est un genre d'araignées aranéomorphes de la famille des Linyphiidae.

## Distribution
Les espèces de ce genre sont endémiques de Sibérie en Russie,.

## Liste des espèces
Selon World Spider Catalog (version 16.5, 29/07/2015) :
- Asiophantes pacificus Eskov, 1993
- Asiophantes sibiricus Eskov, 1993

## Publication originale
- Eskov, 1993 : Several new linyphiid spider genera (Araneida Linyphiidae) from the Russian Far East. Arthropoda Selecta, vol. 2, no 3, p. 43-60 (texte intégral).